# ترانغ (تايلاند)
ترانغ (بالإنجليزية: Trang, Thailand) هي ذيسابان ناخون تقع في تايلاند في موينغ ترانغ. يقدر عدد سكانها بـ 59,637 نسمة .

## المناخ
يظهر الجدول التالي التغييرات المناخية على مدار السنة لترانغ:
| البيانات المناخية لـترانغ                                                                           | البيانات المناخية لـترانغ | البيانات المناخية لـترانغ | البيانات المناخية لـترانغ | البيانات المناخية لـترانغ | البيانات المناخية لـترانغ | البيانات المناخية لـترانغ | البيانات المناخية لـترانغ | البيانات المناخية لـترانغ | البيانات المناخية لـترانغ | البيانات المناخية لـترانغ | البيانات المناخية لـترانغ | البيانات المناخية لـترانغ | البيانات المناخية لـترانغ |
| الشهر                                                                                               | يناير                     | فبراير                    | مارس                      | أبريل                     | مايو                      | يونيو                     | يوليو                     | أغسطس                     | سبتمبر                    | أكتوبر                    | نوفمبر                    | ديسمبر                    | المعدل السنوي             |
| --------------------------------------------------------------------------------------------------- | ------------------------- | ------------------------- | ------------------------- | ------------------------- | ------------------------- | ------------------------- | ------------------------- | ------------------------- | ------------------------- | ------------------------- | ------------------------- | ------------------------- | ------------------------- |
| الدرجة القصوى °م (°ف)                                                                               | 37.0 (98.6)               | 40.0 (104.0)              | 40.5 (104.9)              | 40.3 (104.5)              | 39.0 (102.2)              | 36.8 (98.2)               | 35.6 (96.1)               | 35.7 (96.3)               | 36.5 (97.7)               | 35.6 (96.1)               | 35.0 (95.0)               | 34.8 (94.6)               | 40.5 (104.9)              |
| متوسط درجة الحرارة الكبرى °م (°ف)                                                                   | 32.6 (90.7)               | 34.4 (93.9)               | 35.3 (95.5)               | 35.2 (95.4)               | 33.6 (92.5)               | 32.8 (91.0)               | 32.3 (90.1)               | 32.2 (90.0)               | 31.9 (89.4)               | 31.8 (89.2)               | 31.3 (88.3)               | 31.2 (88.2)               | 32.9 (91.2)               |
| المتوسط اليومي °م (°ف)                                                                              | 26.8 (80.2)               | 27.6 (81.7)               | 28.1 (82.6)               | 28.3 (82.9)               | 27.7 (81.9)               | 27.4 (81.3)               | 27.0 (80.6)               | 27.0 (80.6)               | 26.6 (79.9)               | 26.4 (79.5)               | 26.4 (79.5)               | 26.2 (79.2)               | 27.1 (80.8)               |
| متوسط درجة الحرارة الصغرى °م (°ف)                                                                   | 21.9 (71.4)               | 21.8 (71.2)               | 22.5 (72.5)               | 23.2 (73.8)               | 23.4 (74.1)               | 23.2 (73.8)               | 22.9 (73.2)               | 23.0 (73.4)               | 22.9 (73.2)               | 22.8 (73.0)               | 22.7 (72.9)               | 22.3 (72.1)               | 22.7 (72.9)               |
| أدنى درجة حرارة °م (°ف)                                                                             | 17.0 (62.6)               | 15.0 (59.0)               | 17.9 (64.2)               | 18.7 (65.7)               | 20.6 (69.1)               | 20.2 (68.4)               | 19.0 (66.2)               | 19.5 (67.1)               | 20.0 (68.0)               | 20.2 (68.4)               | 19.0 (66.2)               | 17.5 (63.5)               | 15.0 (59.0)               |
| معدل هطول الأمطار مم (إنش)                                                                          | 32.5 (1.28)               | 20.8 (0.82)               | 83.4 (3.28)               | 139.7 (5.50)              | 217.5 (8.56)              | 201.1 (7.92)              | 258.5 (10.18)             | 275.1 (10.83)             | 305.1 (12.01)             | 285.5 (11.24)             | 203.9 (8.03)              | 125.4 (4.94)              | 2٬148٫5 (84.59)           |
| متوسط الأيام الممطرة                                                                                | 4.8                       | 3.1                       | 7.2                       | 12.5                      | 18.0                      | 17.4                      | 18.2                      | 19.0                      | 21.5                      | 21.6                      | 17.9                      | 11.6                      | 172.8                     |
| متوسط الرطوبة النسبية (%)                                                                           | 75                        | 72                        | 74                        | 79                        | 84                        | 85                        | 86                        | 85                        | 87                        | 88                        | 86                        | 81                        | 82                        |
| ساعات سطوع الشمس الشهرية                                                                            | 198.4                     | 214.7                     | 204.6                     | 183.0                     | 151.9                     | 150.0                     | 114.7                     | 114.7                     | 108.0                     | 111.6                     | 141.0                     | 179.8                     | 1٬872٫4                   |
| ساعات سطوع الشمس اليومية                                                                            | 6.4                       | 7.6                       | 6.6                       | 6.1                       | 4.9                       | 5.0                       | 3.7                       | 3.7                       | 3.6                       | 3.6                       | 4.7                       | 5.8                       | 5.1                       |
| المصدر #1: Thai Meteorological Department                                                           |                           |                           |                           |                           |                           |                           |                           |                           |                           |                           |                           |                           |                           |
| المصدر #2: Office of Water Management and Hydrology, Royal Irrigation Department (sun and humidity) |                           |                           |                           |                           |                           |                           |                           |                           |                           |                           |                           |                           |                           |